# Rosalind Miles
Rosalind Miles, née Rosalind Mary Simpson le 6 janvier 1943, est une autrice britannique. Elle a publié 23 ouvrages, à la fois dans les domaines de la fiction et de l'essai.

## Biographie
Rosalind Miles est née dans le Warwickshire. Elle est la plus jeune d'une fratrie composée de trois sœurs. Enfant, Miles a souffert de la poliomyélite, qu'elle a contractée à l'âge de quatre ans.[réf. nécessaire] De ce fait, elle a dû subir plusieurs mois de traitement. Dès l'âge de dix ans, Miles a fréquenté le King Edward VI High School for Girls où elle a acquis une connaissance pratique du latin et du grec, et a découvert Shakespeare. À dix-sept ans, elle est acceptée au St Hilda's College d'Oxford où elle étudie la littérature anglaise, anglo-saxonne, le moyen anglais, le latin et le français. Là, elle a reçu le prix commémoratif Eleanor Rooke, le prix de la direction du St Hilda's College, ainsi qu'une bourse d'État. Elle a obtenu cinq diplômes en tout, dont une maîtrise et un doctorat du Shakespeare Institute de l'Université de Birmingham, ainsi qu'une maîtrise du Centre for Mass Communication Research de l'Université de Leicester.
Parallèlement à ses études, Miles a exercé plusieurs professions, notamment comme vendeuse itinérante et personnel d'écurie. Elle a obtenu son premier emploi dans une usine de plastique, à l'âge de 13 ans. Plus tard, Miles s'est intéressée à la jurisprudence, ce qui a abouti à sa nomination à l'âge de 26 ans en tant que magistrate dans les tribunaux pénaux et familiaux du Warwickshire, et finalement sur le banc d'une cour supérieure à Coventry. Elle a servi pendant dix ans et a fini sa carrière à la Cour de la Couronne. Miles a également travaillé avec de nombreuses agences gouvernementales et a siégé à des comités consultatifs.
En plus de son activité de romancière, Miles est également journaliste et animatrice radio. Elle a commencé sa carrière à la BBC, pour laquelle elle est maintenant une commentatrice régulière. Elle est également diffusée à la radio canadienne, ainsi que sur de nombreuses stations de radio locales. Elle a fait de nombreuses apparitions à la télévision en tant qu'historienne et commentatrice, notamment sur CNN, PBS et CBS. En tant que journaliste, son travail a été publié dans de grands journaux du monde anglophone, dont le Washington Post. Miles contribue également dans divers magazines, dont Prospect et Cosmopolitan.
Elle a deux enfants adultes et est mariée à l'historien Robin Cross.

## Œuvres

### Non-fiction
- The Fiction of Sex: Themes and Functions of Sex Difference in the Modern Novel
- The Problem of Measure for Measure
- Ben Jonson: His Life and Work
- Ben Jonson: His Craft and Art
- The Female Form: Women Writers and the Conquest of the Novel
- Danger! Men At Work
- Modest Proposals
- Women and Power
- The Women's History of the World (US: Who Cooked the Last Supper)
- The Rites of Man: Love, Sex and Death in the Making of the Male (US: Love, Sex and Death and the Making of the Male) (1991)
- The Children We Deserve: Love and Hate in the Making of the Family

Avec Robin Cross :
- Hell Hath No Fury: True Stories of Women at War from Antiquity to Iraq
- Warrior Women: 3000 Years of Courage and Heroism

### Fiction
- Return to Eden
- Bitter Legacy
- Prodigal Sins
- Act of Passion
- I, Elizabeth: the Word of a Queen
- La trilogie The Guenevere :
  - Guenevere, Queen of the Summer Country
  - The Knight of the Sacred Lake
  - The Child of the Holy Grail
- La trilogie The Isolde :
  - The Queen of the Western Isle
  - The Maid of the White Hands
  - The Lady of the Sea